# Montescheno
Montescheno är en ort och kommun i provinsen Verbano Cusio Ossola i regionen Piemonte i Italien. Kommunen hade 392 invånare (2018).